# 渡辺綾菜
渡辺 綾菜（わたなべ あやな、1996年8月15日 - ）は、山口県出身のハンドボール選手。日本ハンドボールリーグのオムロン所属。

## 経歴
山口県立岩国商業高等学校時代は2012年に日本代表U-16に選出。
2013年は第5回女子ユースアジア選手権の日本代表U-18に選ばれた。
高校卒業後は環太平洋大学へ進学。2017年の中四国学生ハンドボール選手権大会春季リーグでベストセブンを受賞。
2018年は中四国学生ハンドボール選手権大会秋季リーグでベストセブンに選出された。
2019年に日本ハンドボールリーグのオムロンへ加入。

## 詳細情報

### 背番号
- 16 (2019年 - )

## 代表歴

### 日本代表U-18
- ユースアジア選手権 (2013年)

### 日本代表U-16
- 日韓スポーツ交流 (2012年)